# Einsjäger & Siebenjäger
Einsjäger & Siebenjäger is een album uit 1974 van de Duitse rockgroep Popol Vuh. Het is het vijfde album van de band. De A-kant van de elpee bevat vijf kortere nummers, de B-kant wordt volledig ingenomen door het titelnummer. De titel is ontleend aan de twee broers Hun Hunahpu en Vucub Hunahpu (Eenjager en Zevenjager) uit de Popol Vuh. Het album is opgenomen in de Bavaria Studio in München.

## Musici
- Florian Fricke: piano, spinet
- Daniel Fichelscher: elektrische gitaar, akoestische gitaar, percussie
- Djong Yun: zang

Gast:
- Olaf Kübler: fluit

## Muziek
| Nr. | Titel                            | Duur  |
| --- | -------------------------------- | ----- |
| 1.  | Kleiner Krieger (Fichelscher)    | 1:04  |
| 2.  | King Minos (Fricke)              | 4:24  |
| 3.  | Morgengruß (Fichelscher)         | 2:59  |
| 4.  | Würfelspiel (Fricke)             | 3:08  |
| 5.  | Gutes Land (Fricke)              | 5:13  |
| 6.  | Einsjäger & Siebenjäger (Fricke) | 19:23 |

Op een cd-heruitgave uit 2004 op het label SPV en een heruitgave uit 2018 zijn de bonusnummers "King Minos II" (1:55 van Fricke en Fichelscher) en "Wo bist Du?" (5:42, Fricke), uit het album Die Nacht der Seele, opgenomen.